# رأس السنة الكورية
رأس السنة الكورية (بالهانغول설날 سيولال) هو أول يوم في السنة القمرية في التقويم الكوري المعتمد على التقويم الصيني، وهو من أهم الأعياد التقليدية في كوريا. يصادف هذا اليوم عادة يوم بزوغ القمر للشهر الثاني بعد الانقلاب الشتوي مالم يكن هناك شهر كبيس نادراً ما يأتي هي هذه الحالة يكون رأس السنة في يوم بزوغ قمر الشهر الثالث بعد الانقلاب الشتوي (سيحدث هذا المرة القادمة عام 2033). يوافق رأس السنة الكورية عادة أيام رأس السنة المنغولية، ورأس السنة الصينية، ورأس السنة التيبتية، ورأس السنة الفيتنامية. صادف هذا اليوم تاريخ 7 فبراير في العام 2008، و 26 يناير في العام 2009 و 14 فبراير في 2010 و 16 فبراير في العام 2018